# Lost Department
Lost Department is een  metalband uit België, opgericht in 2004 in Groot-Bijgaarden, die een mengeling van hardcore en punk speelt. De groep toerde onder meer in Engeland, Slowakije en Oostenrijk. Zij brachten een demo, een ep (MSK records) en een lp uit (Funtime records).
Ze namen een single op met Fanky DSVD en verzorgden het voorprogramma van Channel Zero in de AB.
De groep ging uit elkaar in 2010.

## Leden
- Wouter Liagre - Zang
- Alexander Lemahieu - Zang
- Finn van Dinter - Gitaar
- Hans Jacobs - Gitaar
- Quentin Verlé - Basgitaar
- Maarten Jan Huysmans - Drums en Backing vocals

### Voormalige leden
- Johan Charlier - basgitaar
- Greg Hal - gitaar / basgitaar
- Peter Goemaere - gitaar

## Discografie
| Datum | Album                      |
| ----- | -------------------------- |
| 2004  | Lost Department (demotape) |
| 2007  | lost dEPartment (ep)       |
| 2009  | Things of flesh and blood  |